# Pseudoprionus
Pseudoprionus is een kevergeslacht uit de familie van de boktorren (Cerambycidae). De wetenschappelijke naam van het geslacht werd voor het eerst geldig gepubliceerd in 1898 door Pic.

## Soorten
Pseudoprionus omvat de volgende soorten:
- Pseudoprionus altimontanus (Kabakow & Dolin, 1996)
- Pseudoprionus bienerti (Heyden, 1885)